# Julio Sánchez Vanegas
Julio Enrique Sánchez Vanegas (Guaduas, Cundinamarca, 19 de julio de 1930-Bogotá, 26 de enero de 2024) fue un empresario, actor, productor, locutor y presentador de radio y televisión colombiano.

## Biografía

### Primeros años
Nació el 19 de julio de 1930 en Guaduas en el departamento de Cundinamarca. Sus padres fueron Marcos Sanchez y Adela Vanegas, quienes se trasladaron a Bogotá, su padre murió en un atraco en la localidad de Chapinero en Bogotá. Sus hermanos fueron Marlén, Gustavo y Jaime Sanchez Vanegas.
Estudió para ser piloto de aviación, pero luego la abandonó.

### Trayectoria profesional
Se inició en la radio y comenzó a trabajar en la Emisora 1020 AM de Bogotá para un programa llamado  Intermezzo meridiano que es dedicado a la música clásica.
Cuando llegó la televisión a Colombia en 1954 y con tan solo 24 años de edad, fue escogido para presentar un programa llamado Revista dominical.
En 1955, se muda a México para estudiar actuación pero luego regresó a Colombia.
En 1958, Julio Sánchez Vanegas actuó en varias películas en México como El milagro de sal y Mares de pasión.
En 1964, Julio Sánchez Vanegas fundó la empresa televisiva Producciones JES, que durante varias décadas fue una destacada programadora y productora de televisión en Colombia. En dicha compañía produjo diferentes programas de televisión como el programa de concurso Concéntrese y el programa musical Espectaculares JES de los cuales fue presentador; también produjo el programa de variedades Panorama, y varias telenovelas dentro de las que se destacan: Sangre de lobos (1992) y La maldición del paraíso (1993).
En 1973, fundó la emisora Emisoras El Dorado en la que estuvo al aire hasta 1979, por lo que la consideraba como inexequible.
Igualmente fue presentador de la transmisión para Colombia de los Premios Óscar. Así mismo tuvo los derechos de transmisión durante 42 años del concurso Miss Universo, evento en el que popularizó la frase "Hoy desde (país desde donde transmitía), mañana desde cualquier lugar del mundo".

### Fallecimiento
En la noche del viernes 26 de enero de 2024 Julio Enrique Sánchez Vanegas falleció en Bogotá por problemas pulmonares  y consecuencias del alzheimer a los 93 años.

## Vida personal
Estuvo casado con Lili Cristo, con quien tuvo cuatro hijos varones Julio, Jaime, Alberto y Gerardo quienes igualmente han estado involucrados en los medios de comunicación y los negocios del espectáculo. Julio Sánchez Cristo su primer hijo es un reconocido periodista de radio en Colombia, junto a su otro hijo, el también locutor, periodista y presentador de televisión Jaime Sánchez Cristo.